# 秋田市立岩見三内小学校中学校
秋田市立岩見三内小学校中学校（あきたしりつ いわみさんないしょうがっこうちゅうがっこう）は、秋田県秋田市河辺岩見三内にある公立小学校と中学校の併設校。学校区は、秋田市南部、おおむね、岩見川上流域となっている。  

## 概要
校舎一体型小中併設校となっている。旧河辺町北部を学区としている。
- 敷地面積：18,614 m2
- 校舎面積：2,471m2
- 屋内運動場面積：330 m2
- 屋外運動場面積：8,466 m2

## 教育目標
- 自信と誇りをもって自己表現できる子どもの育成
  - やさしさと思いやりのある子ども
  - 自ら進んで学ぶ子ども
  - 健康でたくましい子ども
    - 心豊かで思いやりのある子ども
    - 目標をもち，主体的に学び続ける子ども
    - 心と体を鍛え，励まし合いながら努力する子ども

## 沿革
以下、注釈の無い項目は学校の公式サイトの情報によるもの。

### 小学校
- 1986年（昭和61年）4月1日 - 河辺町立岩見小学校と同三内小学校の統合により、河辺町立岩見三内小学校として発足、校舎は旧三内小学校（1967年3月30日竣工）を使用
- 1997年 - フィールドワーク（地域めぐり）実施
- 1998年7月1日 - 自然教室実施（低学年：川遊び、中学年：殿渕～へそ公園、高学年：築紫森登山）
- 1999年 - せせらぎ岩小フェスティバル実施
- 2004年 - ドリームプロジェクト支援事業で若美町立野石小学校を招待
- 2005年（平成17年）1月17日 - 秋田市との合併にともない、秋田市立岩見三内小学校となる、ドリームプロジェクト支えん事業で潟上市立追分小学校と岩見川の川原で交流

### 中学校
- 1947年（昭和22年）5月1日 - 岩見三内村立岩見三内中学校創立（三内小学校に併設）
- 1955年（昭和30年）4月1日 - 町村合併により河辺町立岩見三内中学校となる
- 1965年（昭和40年） - 全県珠算競技大会完全優勝
- 1967年（昭和42年） - 寄宿舎竣工式、全県珠算競技大会3連勝達成
- 1969年（昭和44年）
  - 6月25日 - 郡陸上競技大会10連勝達成
  - 11月21日 - 完全給食実施
- 1973年（昭和48年）8月10日 - プール竣工
- 1979年（昭和54年） - 女子テニス部全県大会団体準優勝
- 1984年（昭和59年） -　中央地区吹奏楽コンクール金賞
- 1986年（昭和61年） - テニスコート2面新設
- 1991年（平成3年）11月 - 寄宿舎閉舎、マーチングフェスティバル東北大会優秀校（全国大会出場）
- 1996年（平成8年） - 郡中総体バレーボール３年連続優勝、中央地区吹奏楽コンクールDクラス・小編成の部 10年連続金賞
- 2005年（平成17年）1月17日 - 市町合併により秋田市立岩見三内中学校となる
- 2006年（平成18年） - 日本学生科学賞秋田県審査会「自作燃料電池の研究」県知事賞(最優秀賞)受賞
- 2011年（平成23年）4月1日 - 岩見三内小中学校が併設となる

## 校章
- 出典[3]

小学校校章
三内小の輪郭に、岩見小を当て嵌める。岩見、三内、台、三地区の纏まりを表す。
中学校校章
単に地域性を表すだけのものでなく、具象的で、判りやすい物、新鮮みのある物にした。平和の象徴の鳩、胴体の直線は岩見のI、三内のS、羽を広げた部分は中（学校)を表現。製作者は田中安先生。1948年（昭和23年）5月10日制定。

## 交通アクセス
- JR奥羽本線大張野駅
- マイタウンバス　南部線河辺Aコース他　岩見温泉下車他

## 著名な出身者
- 石塚綜一郎 -  (プロ野球選手)

## 学区内周辺

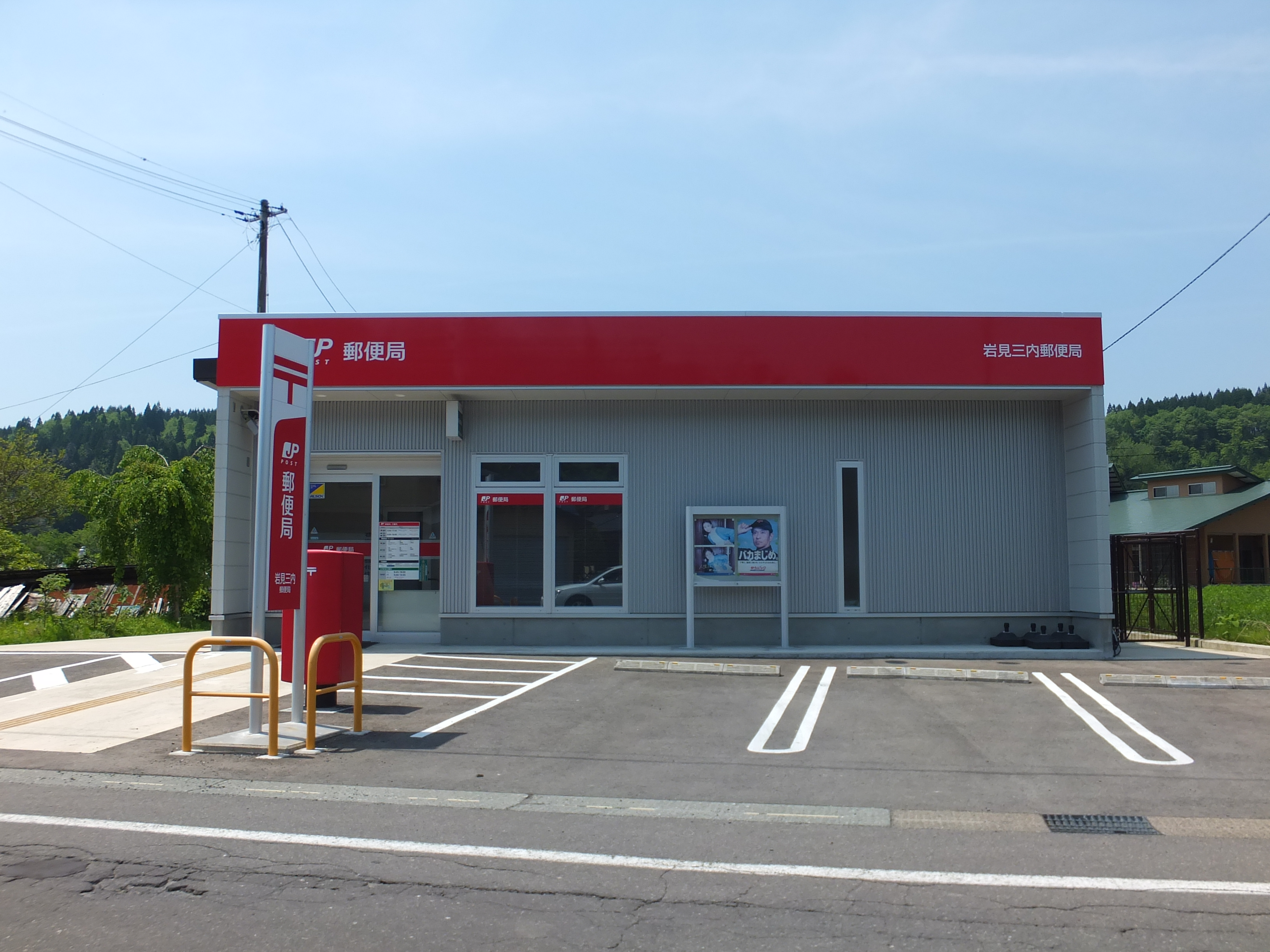
岩見三内郵便局
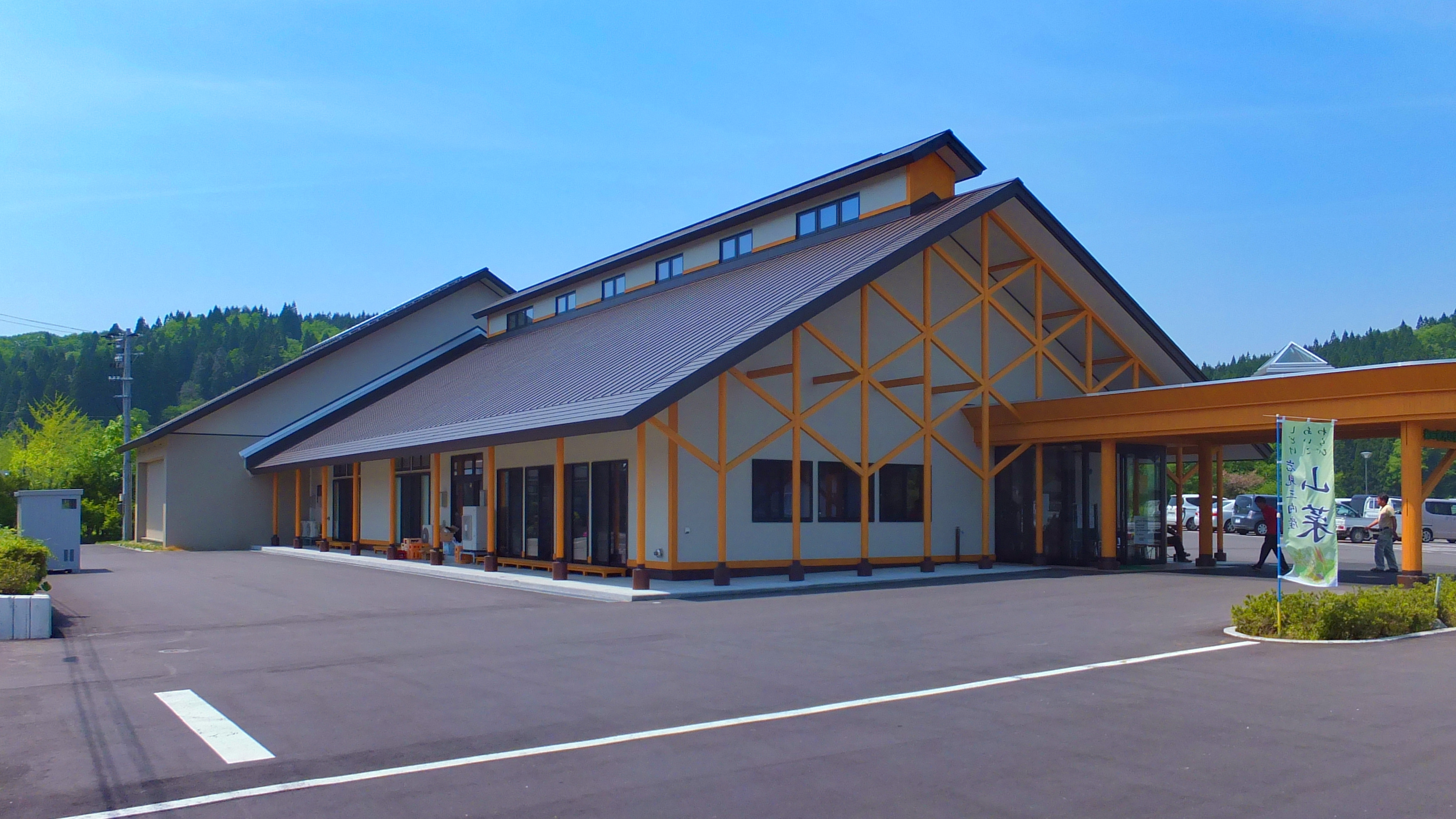
河辺岩見温泉交流センター
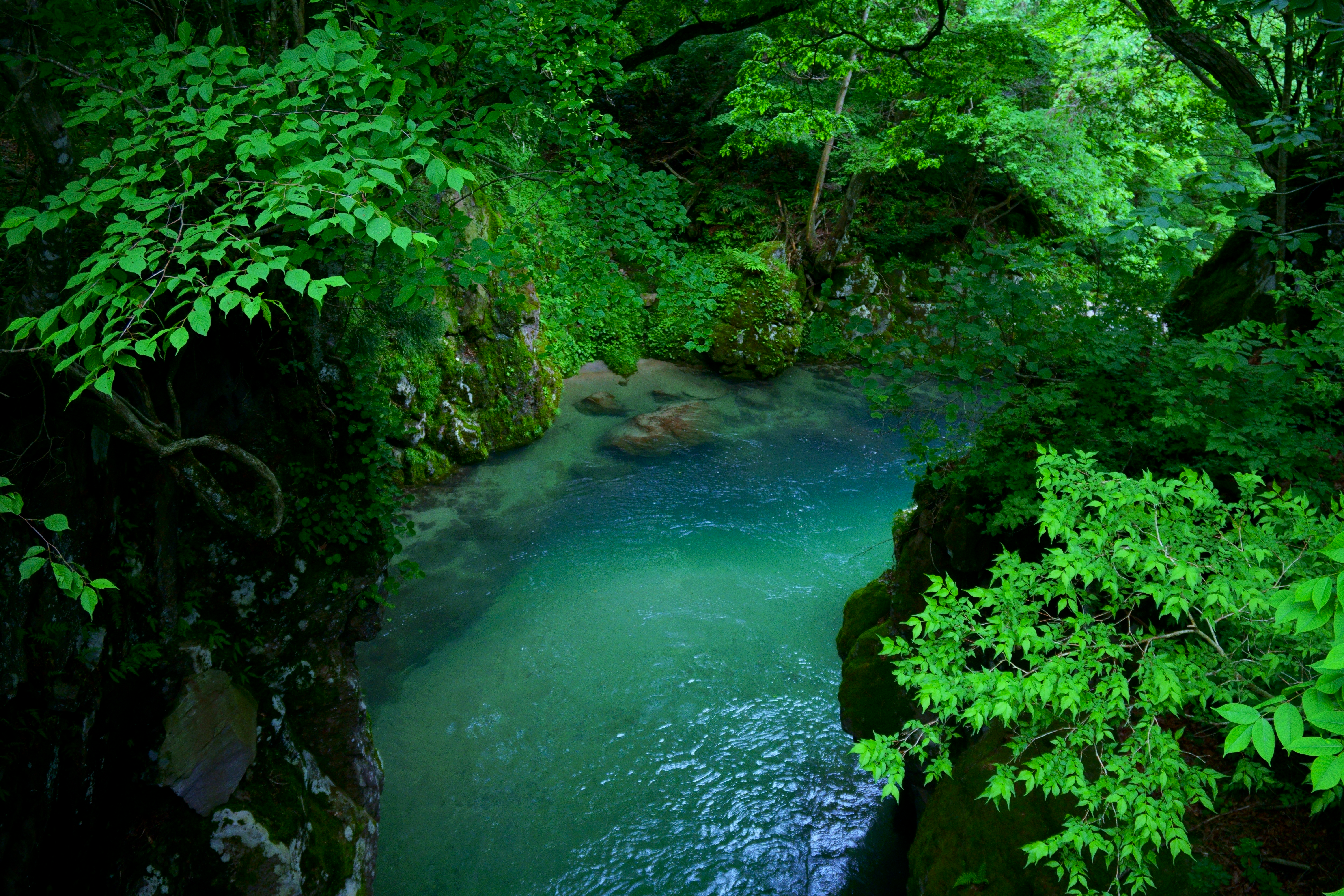
岨谷峡